# Ryan Meehan
Ryan Meehan (Dana Point, 24 giugno 1989) è un pallavolista statunitense.
Gioca nel ruolo di centrale.

## Carriera
La carriera di Ryan Meehan inizia nei tornei scolastici californiani, con la Dana Point HS. Dopo il diploma entra a far parte della squadra di pallavolo della Pepperdine, in NCAA Division I, con cui però non scende mai in campo; si trasferisce quindi alla CSU Long Beach, dove salta la prima annata, giocando dal 2010 al 2012; nel 2011 fa il suo esordio nella nazionale statunitense, vincendo la medaglia d'argento alla Coppa Panamericana.
Nel campionato 2013-14 firma il suo primo contratto professionistico in Repubblica Ceca, disputando l'Extraliga con l'Havířov; nel campionato seguente si trasferisce in Francia, partecipando alla Ligue B con l'Avignon, mentre nella stagione 2015-16 gioca nella Lentopallon Mestaruusliiga finlandese col Raision Loimu.
Dopo un periodo di inattività, gioca in Nuova Zelanda vincendo lo scudetto con l'Harbour Raiders; in seguito rientra in patria col Blizzard, aggiudicandosi lo NVA Showcase 2017.

## Palmarès

### Club
- Campionato neozelandese: 1

2017
- NVA Showcase: 1

2017

### Nazionale (competizioni minori)
- Coppa Panamericana 2011